# Férfi 100 méteres pillangóúszás a 2017-es úszó-világbajnokságon
A 2017-es úszó-világbajnokságon a férfi 100 méteres pillangóúszás versenyszámának döntőjét Budapesten rendezték, a Duna Arénában. A győztes az amerikai Caeleb Dressel lett, míg Milák Kristóf ezüstérmes, Cseh László pedig ötödik lett.